# Ignace van Swieten
I.W.M. (Ignace) van Swieten (Semarang, 5 januari 1943 – Gran Canaria, 4 mei 2005) was een Nederlands voetbalscheidsrechter.
Van Swieten werd geboren in een jappenkamp bij Semarang in Nederlands-Indië. 
Vanaf 1976 was Van Swieten scheidsrechter in het betaalde voetbal en in 1983 werd hij internationaal scheidsrechter. In de jaren tachtig behoorde hij tot de beste scheidsrechters van Nederland; in 1984 werd hij gekozen tot scheidsrechter van het jaar. Hij was de eerste scheidsrechter in het betaalde voetbal die uitkwam voor zijn homoseksualiteit. In 1990 stopte Van Swieten als scheidsrechter nadat een drugsverslaafde, die hij als reclasseringsambtenaar hielp, hem mishandelde. De KNVB benoemde hem in 1991 tot lid van verdienste.
De laatste jaren van zijn leven was Van Swieten stafdocent bij de KNVB Academie, waarbij hij ook scheidsrechters opleidde in Suriname, de Nederlandse Antillen, Kenia en Zambia. In maart 2005 kreeg Van Swieten gezondheidsproblemen tijdens een verblijf in Kenia. Hij hoopte op Gran Canaria te kunnen aansterken maar overleed daar op 62-jarige leeftijd aan de gevolgen van een longziekte.

## Televisieprogramma
In 2003 is een humorvolle televisieserie gemaakt voor de Nederlandse televisie, genaamd Vrienden van Van Swieten. Kern is een voetbalclub met dezelfde naam, verwijzend naar Ignace van Swieten. Het programma werd gemaakt door Raoul Heertje, Viggo Waas en Peter Heerschop.